# مينونك
مينونك (إلينوي) (بالإنجليزية: Minonk, Illinois)‏ هي مدينة تقع في الولايات المتحدة في مقاطعة وودفورد، إلينوي. يقدر عدد سكانها بـ 2,078 نسمة .

## التركيبة السكانية
حدّد مكتب تعداد الولايات المتحدة بيانات التركيبة السكانية لمينونك في تعداد الولايات المتحدة. في ما يلي، التركيبة السكانية حسب تعدادي 2000 و2010.

### تعداد عام 2000
بلغ عدد سكان مينونك 2,168 نسمة بحسب تعداد عام 2000، وبلغ عدد الأسر 841 أسرة وعدد العائلات 587 عائلة مقيمة في المدينة. في حين سجلت الكثافة السكانية 348.6 نسمة لكل كيلومتر مربع (902.9/ميل2). وبلغ عدد الوحدات السكنية 885 وحدة بمتوسط كثافة قدره 142.3 لكل كيلومتر مربع (368.6/ميل2).
وتوزع التركيب العرقي للمدينة بنسبة 98.99% من البيض و0.05% من الأمريكيين الأفارقة و0.05% من الأمريكيين ذوي الأصول الآسيوية و0.28% من الأعراق الأخرى و0.65% من عرقين مختلطين أو أكثر و1.20% من الهسبانيون أو اللاتينيون من أي عرق.
بلغ عدد الأسر 841 أسرة كانت نسبة 34.1% منها لديها أطفال تحت سن الثامنة عشر تعيش معهم، وبلغت نسبة الأزواج القاطنين مع بعضهم البعض 57.9% من أصل المجموع الكلي للأسر، ونسبة 9.2% من الأسر كان لديها معيلات من الإناث دون وجود شريك، بينما كانت نسبة 2.7% من الأسر لديها معيلون من الذكور دون وجود شريكة وكانت نسبة 30.2% من غير العائلات. تألفت نسبة 26.8% من أصل جميع الأسر من عدة أفراد يعيشون في نفس المنزل ونسبة 15.6% كانت تتألف من شخص يعيش بمفرده يبلغ من العمر 65 عاماً أو أكثر. وبلغ متوسط حجم الأسرة المعيشية 2.50، أما متوسط حجم العائلات فبلغ 3.02.
بلغ العمر الوسطي للسكان 38.8 عاماً. وكانت نسبة 25.9% من القاطنين تحت سن الثامنة عشر، وكانت نسبة 6.9% بين الثامنة عشر والرابعة والعشرين عاماً، ونسبة 27.4% كانت واقعةً في الفئة العمرية ما بين الخامسة والعشرين والرابعة والأربعين عاماً، ونسبة 18.8% كانت ما بين الخامسة والأربعين والرابعة والستين، ونسبة 18% كانت ضمن فئة الخامسة والستين عاماً فما فوق. يوجد لكل 100 أنثى 93.3 ذكر، ويوجد لكل 100 أنثى في الثامنة عشر من عمرها فما فوق 88.3 ذكر.

### تعداد عام 2010
بلغ عدد سكان مينونك 2,078 نسمة بحسب تعداد عام 2010، وبلغ عدد الأسر 816 أسرة وعدد العائلات 539 عائلة مقيمة في المدينة. في حين سجلت الكثافة السكانية 334.1 نسمة لكل كيلومتر مربع (865.3/ميل2). وبلغ عدد الوحدات السكنية 903 وحدة بمتوسط كثافة قدره 145.2 لكل كيلومتر مربع (376.1/ميل2).
وتوزع التركيب العرقي للمدينة بنسبة 98.80% من البيض و0.29% من الأمريكيين الأفارقة و0.29% من الأمريكيين الأصليين و0.38% من الأعراق الأخرى و0.24% من عرقين مختلطين أو أكثر و0.67% من الهسبانيون أو اللاتينيون من أي عرق.
بلغ عدد الأسر 816 أسرة كانت نسبة 33.3% منها لديها أطفال تحت سن الثامنة عشر تعيش معهم، وبلغت نسبة الأزواج القاطنين مع بعضهم البعض 52.9% من أصل المجموع الكلي للأسر، ونسبة 8.8% من الأسر كان لديها معيلات من الإناث دون وجود شريك، بينما كانت نسبة 4.3% من الأسر لديها معيلون من الذكور دون وجود شريكة وكانت نسبة 33.9% من غير العائلات. تألفت نسبة 30.3% من أصل جميع الأسر من عدة أفراد يعيشون في نفس المنزل ونسبة 15% كانت تتألف من شخص يعيش بمفرده يبلغ من العمر 65 عاماً أو أكثر. وبلغ متوسط حجم الأسرة المعيشية 2.48، أما متوسط حجم العائلات فبلغ 3.11.
بلغ العمر الوسطي للسكان 40.3 عاماً. وكانت نسبة 26.5% من القاطنين تحت سن الثامنة عشر، وكانت نسبة 7.1% بين الثامنة عشر والرابعة والعشرين عاماً، ونسبة 23.1% كانت واقعةً في الفئة العمرية ما بين الخامسة والعشرين والرابعة والأربعين عاماً، ونسبة 25.7% كانت ما بين الخامسة والأربعين والرابعة والستين، ونسبة 17.6% كانت ضمن فئة الخامسة والستين عاماً فما فوق. وتوزع التركيب الجنسي للسكان بنسبة 47.5% ذكور و52.5% إناث.

## أعلام
- تشارلز ثوم